# Apollosa
Apollosa är en ort och kommun i provinsen Benevento i regionen Kampanien i Italien. Kommunen hade 2 667 invånare (2017).